# Bülend Ulusu
Saim Bülend Ulusu (Üsküdar, Istanbul, 1923 - Istanbul, 23 de desembre de 2015) fou un almirall turc que exercí com a Primer Ministre de Turquia des del cop militar de 1980 fins que es van permetre les eleccions de 1983.

## Biografia
Bülend Ulusu es va graduar a l'Acadèmia Naval Turca el 15 d'octubre de 1941 amb el rang de sotsoficial. Assolí el rang més alt possible (almirall) el 1974. Del 1977 al 1980 va ser comandant de l'Armada turca.